# Louis-Martin de Courten
Louis-Martin de Courten (Sierre, 11 novembre 1835 – Nancy, 4 marzo 1937) è stato un ufficiale svizzero, appartenente alla Guardia Svizzera.

## Biografia
Louis-Martin de Courten proveniva da un'antica famiglia comitale di origini lombarde. Il padre, Louis de Courten, lo aveva inviato a scuola a Sion, ma dal 1854 venne destinato alla carriera militare presso l'esercito dello Stato Pontificio col quale combatté le battaglie di Castelfidardo e di Mentana (1867).
Con la presa di Roma e la dissoluzione dell'esercito del papa nel 1870, de Courten fece rientro in Svizzera dopo essere stato congedato col grado di Capitano, intraprendendo quindi la carriera politica come segretario del consiglio municipale di Siders dal 1873 al 1878, svolgendo anche l'attività di sottoprefetto della medesima circoscrizione dal 1877 al 1878.
Per il distinto servizio che aveva prestato nell'esercito pontificio durante i suoi quindici anni di carriera, venne richiamato a Roma per volere di papa Leone XIII che lo nominò Colonnello comandante della guardia svizzera pontificia dal 1878, col compito di riorganizzare la disciplina del corpo che dopo la dissoluzione dello stato della chiesa appariva sparuto e indebolito.
Nel 1883 a Pont-à-Mousson sposò la vedova Anne de Turmel.
Nel 1901 chiese il pensionamento e si ritirò dal suo servizio, trasferendo la sua residenza a Nancy, in Francia, ove morì il 4 marzo 1937 all'età di 101 anni.